# Edgars Lasenbergs
Edgars Lasenbergs (Riga, 7 aprile 1995) è un cestista lettone.

## Carriera
Con la Lettonia universitaria ha disputato le Universiadi di Taipei 2017.